# Георгакіс Олімпіос
Георгакіс Ніколау Олімпіос, грец. Γεωργάκης Νικολάου Ολύμπιος, рум. Iordache Olimpiotul, серб. Kapetan Jorgać; 1772 — 1821) — грецький воєначальник, клефт гори Олімп, учасник сербської революції і російсько-османської війни 1806—1812 років, один із керівників грецького таємного товариства Філікі Етерія у Валахії і Молдові (сьогоднішня Румунія).

## Біографія

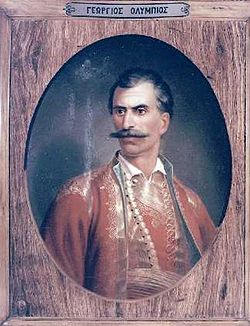
Георгакіс Олімпіос

Георгакіс народився у селі Ліваді в номі Лариса в березні 1772 року.

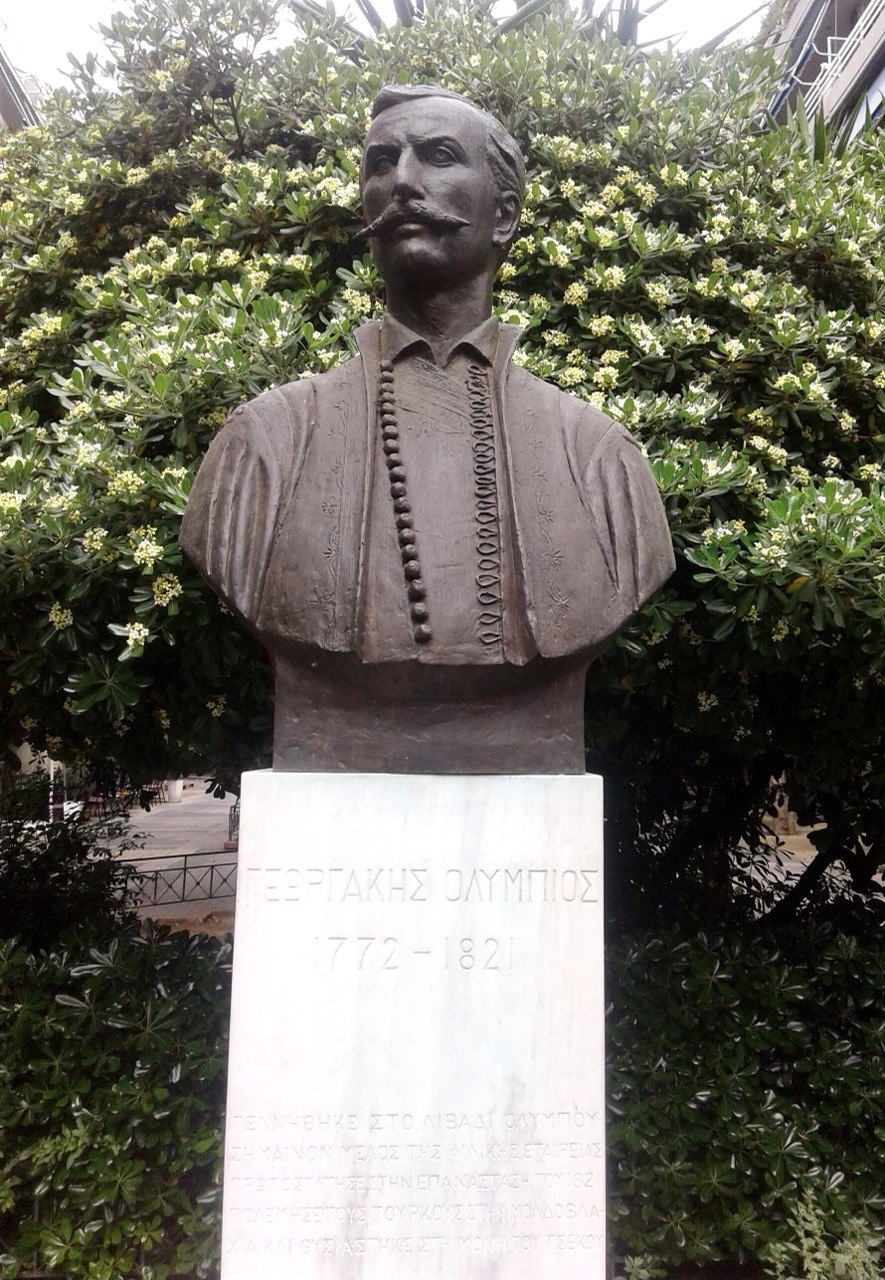
Погрудя Георгакіс Олімпіос, м. Афіни

Його батько, Ніколаос Лазос, походив з відомого роду клефтів і арматолів Лазос, багато членів якої загинули в боях або були вбиті османами. Мати Георгакіса померла через кілька років після його народження і він виріс з батьком і бабусею. У Ліваді Георгакіс закінчив школу.
Георгакіс у 20-річному віці приєднався до загону свого родича Ексархоса Лазоса, а потім до загону свого дядька Толіоса Лазоса, де пробув 5 років. 1798 року в бою біля монастиря Петра Толіос Лазос загинув. Георгакіс, згідно з клефтською традицією, був обраний капітаном і, оскільки він успадкував арматолікі (воєводство) Олімпу від своїх родичів, за ним закріпився епітет Олімпіос. Сам Георгакіс зазвичай підписувався як Георгакіс Ніколау Олімпіос.
Олімп з 1798 року стало ареною жорстоких боїв після того, як Алі-паша Тепеленський вирішив включити цей регіон у свої володіння.
На останньому етапі Мухтар-паша син Алі очолив каральні операції і повів 20 тисяч турко-албанців проти клефтів Олімпу. Після декількох боїв деякі командири з сім'ями перебралися на острови Скопелос і Скіатос. Олімпіос залишився і продовжив партизанську війну.

### Перше сербське повстання
У 1804 році під керівництвом Карагеоргія повстала Сербія. Олімпіос разом з командирами Нікоцарасом і Каратасосом вирішив пробитися до Сербії на допомогу сербським повстанцям. Сербське повстання, після перших успіхів, пішло на спад. Керівництво перейшло до Милоша Обреновича, а Карагеоргій знайшов притулок у Бессарабії.
У Сербії Олімпіос побратався з сербським воєначальником Велко Петровичем, вдова якого Стана, після смерті останнього стала дружиною Олімпіоса. Зі Станою в Олімпіоса було троє дітей: Мілан, Олександр і Єфросинія, яка народилася вже після його смерті.

### Російсько-османська війна (1806—1812)
Після Сербії Олімпіос перебрався в дунайські князівства (Валахія і Молдавія), де від імені султана правили греки, що мали при собі гарнізони арнаутів (греків або еллінізованих православних албанців). З початком війни в 1806 році Олімпіос на чолі 1300 бійців приєднався до корпусу Івана Ісаєва і, відзначившись у боях, взявши в полон 3200 османів. 3 грудня 1807 року отримав звання полковника.
З відновленням військових дій Олімпіос відзначився 9 жовтня 1811 року на правому березі Дунаю, біля Відіна, в атаці на османську кавалерію. За це отримав орден Святої Анни 4-го ступеня.

### Грецька революція
У лютому 1820 року Олександр Іпсіланті, який очолив «Філікі Етерія», під час засідання у своєму будинку в Києві, призначив Олімпіоса командувачем революційних сил в князівствах. У будинку Левентіса Олімпіос склав присягу і розпочав організовувати свої сили.
16 лютого 1821 року в засіданні, в будинку сестри Іпсіланті в Кишиневі, було ухвалено рішення почати військові дії і 22 лютого Іпсіланті з групою соратників перейшов Прут і прибув в Ясси .
16 березня Олімпіос і Янніс Фармакіс вступили в Бухарест, розформували владу міста, здійняли прапор революції і призначили комендантами міста Савваса Камінаріса і Тудор Владимиреску, який 19 березня підійшов до грецького монастиря Котроченах недалеко від міста  .
До цього часу російський імператор Олександр I відмежувався від руху Іпсіланті. Майже відразу ж, 23 березня, константинопольський патріарх Григорій V піддав анафемі Грецьку революцію і Іпсіланті .
1 травня османські війська увійшли в князівства. Комендант Бухареста Савва Камінаріс перейшов до османів. Владимиреску, за допомогою австрійського консула Удрицького, почав таємні переговори з османами. Він хотів стати господарем Валахії, обіцяючи османам нейтралізувати Іпсіланті  .
21 травня Олімпіос, дізнавшись з листа сербського воєначальника Хаджи-Продана про невдоволення в таборі Владимиреску, на чолі 230 бійців, прибув у Голешті, де стояли 3 тисячі волоських пандурів. Олімпіос звинуватив публічно свого колишнього друга в зраді і, заручившись підтримкою пандурів (за деякими відомостями, підкупив командирів загонів), відправив Владимиреску в табір Іпсіланті в Тирговіште під трибунал .
Трибунал у Тирговіште засудив Владимиреску до смерті. Перед смертю Владимиреску за наказом Іпсіланті катували, а потім убили. Тіло розрубали на частини і кинули в колодязь.
У першому великому бої з османськими силами 7 червня 1821 року під Драгашані повстанці зазнали поразки.
Після Драгашан повстанці втратили надію на успішний результат своєї кампанії в князівствах. Іпсіланті в супроводі загону Олімпіоса попрямував до австрійського кордону, в надії через Трієст дістатися до повсталої до цього часу Греції.
Провівши Іпсіланті до австрійського кордону і попрощавшись з сім'єю, Олімпіос і Фармакіс на чолі 350 бійців зробили спробу через Молдавію пробратися в Бессарабію, а звідти до Греції. Оточені великими османськими силами, повстанці дали багатоденний бій, обороняючись у монастирі Секку.
23 вересня 1821 року Фармакіс і більшість захисників монастиря здалися, але були вбиті османами. Георгакіс Олімпіос і ще 11 бійців забарикадувалися на дзвіниці монастиря і після короткого бою підірвали себе і османів.